# Аліханов-Аварський Максуд
Максуд Аліханов-Аварський (* 23 листопада 1846 — 3 липня 1907) — військовий та державний діяч, дипломат Російської імперії аварського походження, письменник.

## Життєпис

### Молоді роки
Народився у 1846 році в аулі Хунзах, столиці колишнього Аварського ханства. Син Аліхана, одного із сподвижників імама Шаміля. На початку 1840-х років через плітки і доноси виникла загроза його життю. У 1843 році Аліхан був змушений тікати до росіян. Тут він почав службу в Аварській міліції. Родина Аліхана після його переходу до росіян залишилася в горах. Пізніше, після перемовин з царським командуванням, Шаміль обміняв її на полонених мюридів. До 8 років Максуд перебував у загоні при батькові.
У листопаді 1853 році Максуда влаштували до 2-ї Тіфліської дворянської гімназії. Після завершення навчання гімназії у 1862 році поступив до 2-го Костянтинівського військового училища у Санкт-Петербурзі. Спочатку був приходящим, але незабаром за гарне навчання прийнятий на казенний рахунок.

### Служба у війську
У 1864 році закінчив курс по 1-му розряду і у званні кортнета спрямований до Сумського 1-го гусарського полку, що квартирував у Москві. Тут Аліханов знаходився до 1870 році. під час перебування у Москві захопився літературою та живописом.
У 1871 році у званні штабс-ротмістра Алиханов був переведений до Дагестану ад'ютантом до начальника області Л.Мелікова, де невдовзі взяв участь у придушенні повстання в Ункратлінській громаді. У 1873 році призначається бути для особливих доручень при кавказькому наміснику великому князі Михайлі Миколайовичу. Того ж року брав участь в Хивинському поході у складі Мангишлацького загону, був поранений, а у 1874 році — в Узбойській експедиції. За участь у цих походах отримав звання майора.
У 1875 році, повертаючись з Узбоя проїздом через Баку, він мав сутичку зі старшим по чину офіцером, викликав його на дуель і застрелив кривдника. В результаті чого був розжалуваний у солдати і у 1877 році зарахований до 15-го Переяславського драгунського полку. Брав участь у російсько-турецькій війні, де за звитягу отримав чин унтер-офіцера зі знаком відзнаки військового ордена 4-го ступеня.
У 1879 році Аліханов брав участь в Ахалтекинській експедиції на чолі із М.Ломакіним, яка закінчилася для російської армії невдало. За хоробрість проведений в підпоручики і до 1881 року провів на Кавказі, звідки повернувся на службу в Закаспійську область.

### Діяльність в Мерві
Аліханов познайомився з життям Мервської оази, завів кунацтво з багатьма старійшинами. У той же час займався письменницькою діяльністю, співпрацюючи в «Московських відомостях», «Російському Віснику» та інших журналах. Завдяки численним знайомствам з мервцями, знанню місцевих мов, особливостей життя і зв'язків з московським купецтвом Аліханов-Аварський розробив план мирного приєднання до Росії Мервської оази.
У 1882 році умовив московську фірму М. Коншина спорядити караван з крамом до Мерву для продажу, який і був відправлений морем до Красноводську, а звідти в Ашхабад під орудою Косих. Далі, за розробленим планом Алиханова, караван рушив з Ашхабаду до Мерву під управлінням «купця» Косих у супроводі перекладача «Максудки», тобто Аліханова. Дійшов до Мерва у 1883 році. Поки йшов розпродаж товару, Аліханов в ролі перекладача з великою обережністю майстерно провів роботу серед авторитетних місцевих жителів. В результаті цього, коли караван повернувся до Ашхабаду, з ним відправилася депутація Мервських старійшин, і почесних громадян, які 1884 року присягнули на вірність російському імператору. За цю операцію Аліханову повернуто звання майора.
Проте офіційно влада Росії у Мерві затвердилася того ж року, коли Аліханова призначили начальником Мервського округу. Користувався великою повагою місцевого населення, що дозволило створити місцеву міліцію. У 1885 році брав участь у битві біля Кушки проти афганських загонів на чолі з еміром Абдул-Рахманом. За звитягу отримав орден Св. Георгія 4-го ступеня.

### Кавказька служба
У 1890 році переведено на Кавказ, де служив до 1900 року. У 1898 році отримує звання полковника. У 1900 році брав участь у придушенні повстання іхетуанів в Китаї. По завершенню бойових дій у 1901 році отримує звання генерал-майора.
У 1905 році кандидатуру Аліханова-Аварського було запропоновано для командування Кавказької кавалерійської бригади що формувалася з кавказьких горців. На цю посаду його рекомендував головнокомандувач на Кавказі князь Голіцин, але з незрозумілих причин місце зайняв інший. Двічі їздив Алиханов до Санкт-Петербургу клопотати з приводу свого призначення, але безрезультатно. Вже потім генералу пояснили, що берегли його для експедиції до Індії, яка передбачалася після закінчення російсько-японської війни.
Під час революційних подій 1905 року Аліханов двічі спрямовувався до Гурії та Єреванської губернії для придушення заворушень. Коли озброєний революційний загін, захопивши залізницю і Тифліс, мало не скинув намісника на Кавказі, генерал Аліханов був призначений тимчасовим Тіфліським генерал-губернатором. Завдяки його рішучим діям порядок було відновлено.
У січні 1906 року призначено тимчасовим генерал-губернатором Кутаїської губернії для відновлення там порядку. До травня того ж року Аліханов повністю переміг усі революційні загони губернії. За це зазнав замаху революціонерів, внаслідок чого зазнав тяжкого поранення. Після перев'язки пораненого посадили в поїзд і відправили до Тифлісу. Зрештою йому довелося поїхати за кордон для лікування.
По поверненню у 1907 році на Кавказ призначається командиром 2-й Кавказької козачої дивізії та звання генерал-лейтенанта. Проте 3 липня того ж року внаслідок замаху в Олександрополі Максуд Аліханов-Аварський загинув. Поховано у рідному аулі Хунзах, в спеціально збудованому мавзолеї.

## Творчість
В своїх книгах надавав опис подіям, свідком яких був, населенню та місцевості, де проходив службу. Серед найвідоміших: «Похід до Хіви», «В гостях у шаха. Нариси Персії», «Мервська оаза і дороги, що ведуть до неї».